# Eldpump

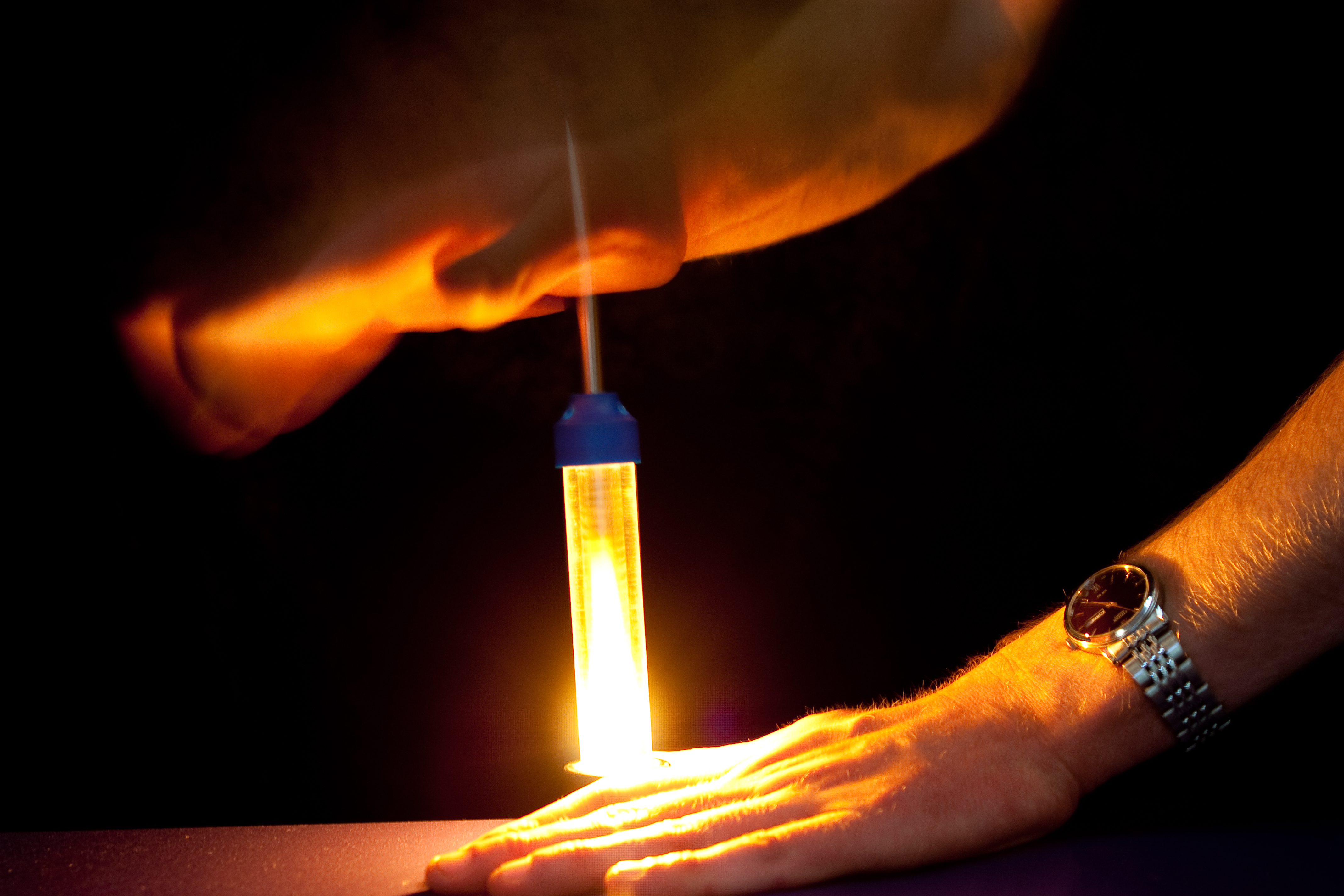
Demonstration av en eldpump.

Eldpump eller pneumatiskt elddon är ett verktyg för att göra upp eld, grundad på den vid kompression av en gas inträdande värmeutvecklingen.
Eldpumpen består av en ihålig, i ena änden sluten, cylinder, försedd med en väl passande kolv, vid vars inre yta en smula fnöske sätts fast. Drivs kolven hastigt in i cylindern blir värmeutvecklingen så stor att fnösket antänds.